# 单相思 (Aimer歌曲)
单相思 是日本女歌手Aimer的歌曲，收录于她于2016年9月21日发行的第四张专辑《daydream》中，该曲也被选为日本音乐节目《COUNT DOWN TV》2016年10—11月的片头曲。

## 背景与发行
2016年，Aimer发行专辑《daydream》，该专辑以“打破Aimer出道五年来所构筑的世界观”为概念，集合多位知名音乐人参与制作。本曲就被收录其中，由摇滚乐团androp成员内泽崇仁担任词曲创作。
本曲以直接表达爱情为主题，是Aimer此前作品中较为少见的题材。Aimer曾表示，自己对“竟会演唱出这样的歌词”感到惊讶，尤其喜爱其中“我的心永远单恋着你，我喜欢你”（僕の心は君にいつも片想い　好きだよ）一句，并认为录音时这一段与的音色和节奏整首歌极为契合，对此段表现尤为满意。
该曲的MV由Aimer本人出演，而担任词曲创作的内泽崇仁则以吉他手身份参与演出，截至2025年4月，该曲的MV播放量已突破7000万次。

## 商业成绩
该曲发行后在各大平台上维持长期热播，在2018-2020年连续3年进入Billboard Japan流媒体年榜，更是在发行6年后于2022年首次进入Billboard Japan Hot 100年榜，2021年8月，该曲被Billboard JAPAN认证流媒体播放量破亿，成为Aimer首个累计流媒体播放次数突破1亿次的作品。2023年6月，该曲流媒体播放量突破2亿，获得日本唱片協會双白金认证。截止2025年7月，该曲的流媒体播放量已达到3.1亿。

## 现场演唱
歌曲首次公开演唱于2016年9月11日Aimer出道五周年纪念活动中，内泽崇仁以特别嘉宾身份登台，负责吉他伴奏与和声。此次演出的现场音源后收录于其第12张单曲《茜さす／everlasting snow》中。
在2022年1月28日，Aimer登上YouTube音乐频道THE FIRST TAKE演唱该曲，又於同年12月30日的第64届日本唱片大奖颁奖典礼上演唱。

## 排行榜
| 排行榜（2016年）                       | 排名 |
| -------------------------------------- | ---- |
| 日本（Oricon单曲合算榜）               | 49   |
| 日本（Oricon数字单曲榜）               | 16   |
| 日本（Oricon流媒体播放量榜）                 | 26   |
| 排行榜（2022年）                       | 排名 |
| 日本（Billboard Japan Hot 100）        | 29   |
| 日本（Billboard Japan Download Songs） | 15   |

| 排行榜（2018年）                        | 排名 |
| --------------------------------------- | ---- |
| 日本（Billboard Japan Streaming Songs） | 48   |
| 排行榜（2019年）                        | 排名 |
| 日本（Billboard Japan Streaming Songs） | 31   |
| 排行榜（2020年）                        | 排名 |
| 日本（Billboard Japan Streaming Songs） | 87   |
| 排行榜（2022年）                        | 排名 |
| 日本（Billboard Japan Hot 100）         | 96   |